# Бри Ехци
Бри Ехци (арм. Բռի Եղցի; также известный как церковь Бри) — армянский монастырский комплекс XIII века, расположенный в Ходжавендском районе Азербайджана, в 800 метрах западнее села Еникенд.
Согласно административно-территориальному делению непризнанной Нагорно-Карабахской Республики, контролирующей данную территорию до 2023 года, был расположен в Мартунинском районе НКР.

## История
Слева от ущелья Анаит находится монументальная группа Бри Ехци (церковь). Характерной чертой архитектурного стиля монастыря Бри Ехци является наличие большого количества хачкаров. Многие из них встроены в стены церкви. 
Монастырский комплекс Бри Ехци — один из немногих памятников второй половины XIII века, на стенах которых строители оставили свои имена: Хаченек (Хачинек) Анеци и Шаген. Хаченек Анеци упомянул своё имя в надписи на обрамлённом хачкаре в церкви-часовне, расположенной на холме: «Хаченек — архитектор Святой церкви, поминайте в молитвах Христу», «Я, Хачинек Анеци, архитектор Святого знамения, сын Варгама, кто прочтет, поминайте в молитвах Христу». Шаген же увековечил своё имя на стене церкви, построенной у подножия холма: «Архитектор церкви Шаген, поминате (в молитвах к) Господу».
Сохранившиеся надписи на полукаменных и стоячих памятниках относятся в основном к XII и XIII векам, но ранние архитектурные фрагменты и фольклор подтверждают, что в языческие времена это место было святилищем.
21 июля 2022 года по благословению главы Арцахской епархии епископа Абраамяна в Бри Ехци были проведены работы по очистке.

## Устройство комплекса
На территории монастыря сохранились несколько раннехристианских обелисков V—VII веков и кладбище XII—XIX веков. Постройки изнутри были отштукатурены, отсюда и народное название монастыря: «бри» на арцахском диалекте означает «известковая штукатурка, обмазка».
Нынешний комплекс Бри Ехци состоит из четырех церквей, прихода, трех обнесенных стенами хачкаров, снесенной часовни, вспомогательных (разрушенных) зданий, большого кладбища, которые в основном были построены в средние века и, конечно же, были отремонтированы в более поздние века.
Первая церковь, расположенная на юго-восточной стороне холма, небольшая, выложена необработанным камнем. Единственный вход в церковь, почти полностью оставшейся однонефной, со сводчатым залом, находится с запада. Вторая церковь расположена рядом с северной стеной первой, это опять же небольшое здание из обдуваемого ветром белого сланца.
Она, как и первая церковь, однонефная базилика прямоугольной формы. Третья церковь, расположенная на западной стороне холма, представляет собой небольшое здание, выложенное необработанным камнем. «Этот памятник построил архимандрит Хаченик, — писал С. Бархударян — один из лучших образцов подобных памятников XIII века». На южной стороне комплекса у подножия холма, на пороге села, стоит четвертая церковь, относительно небольшая и выложенная грубыми плитами.

## Галерея

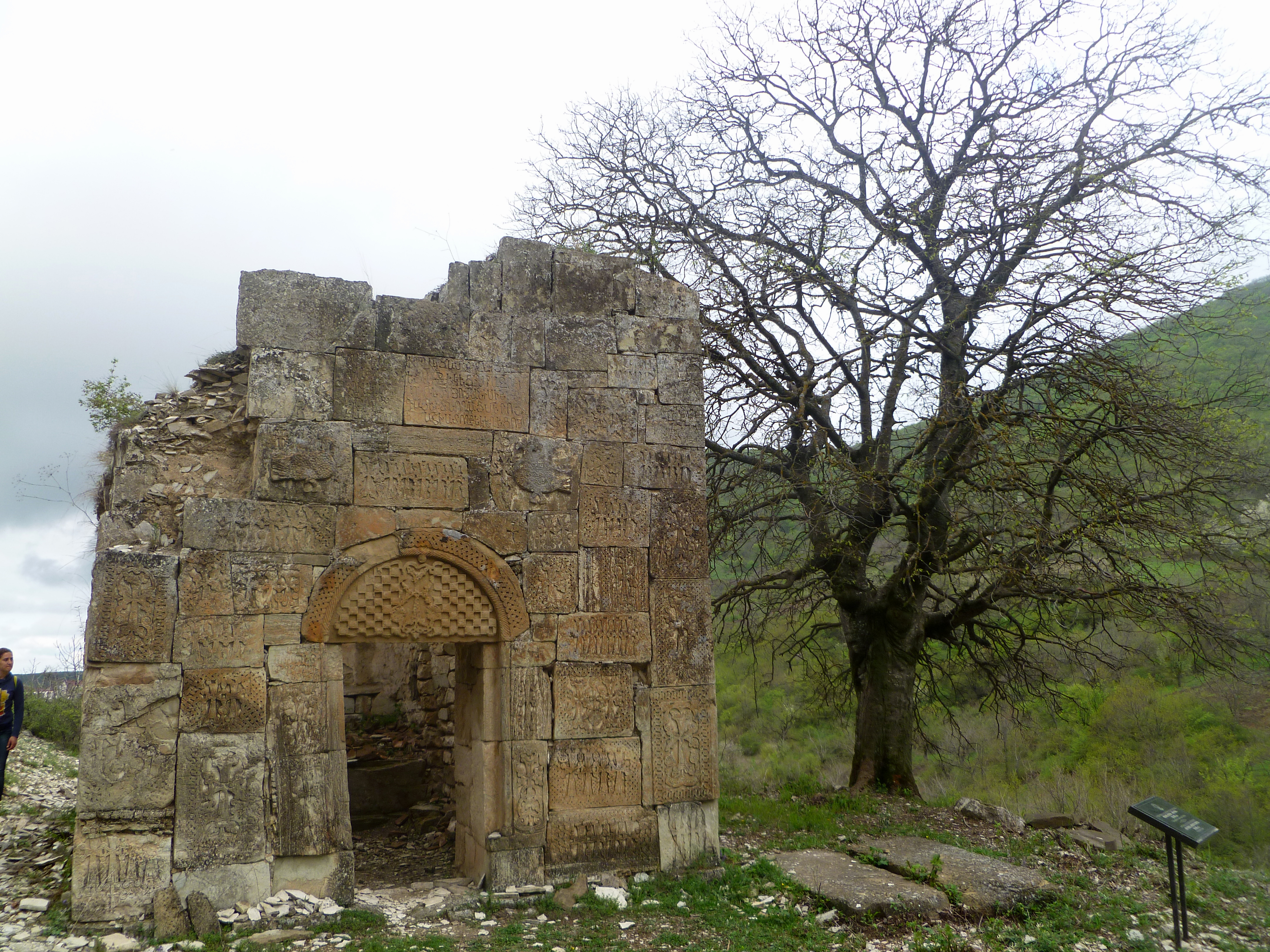
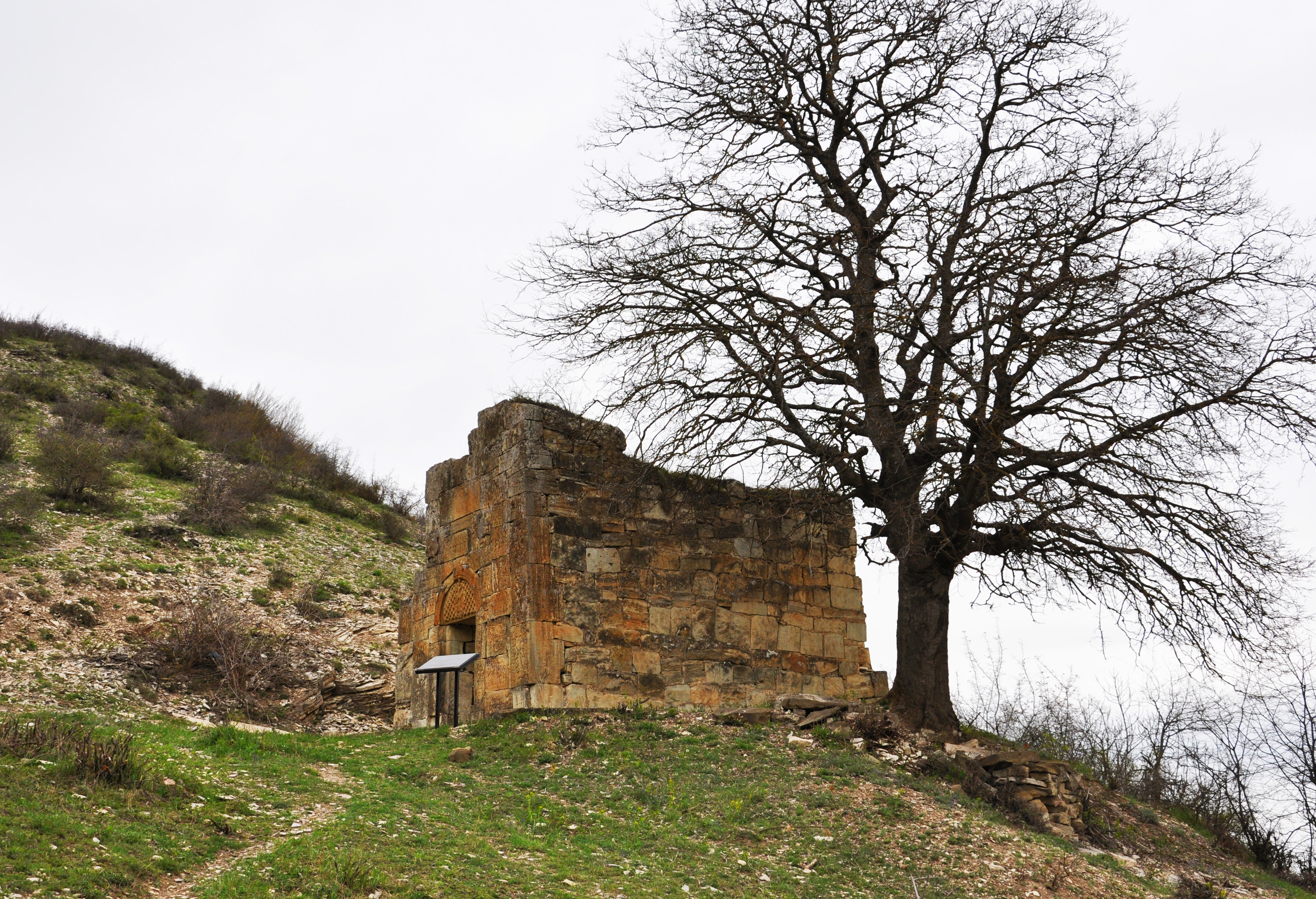
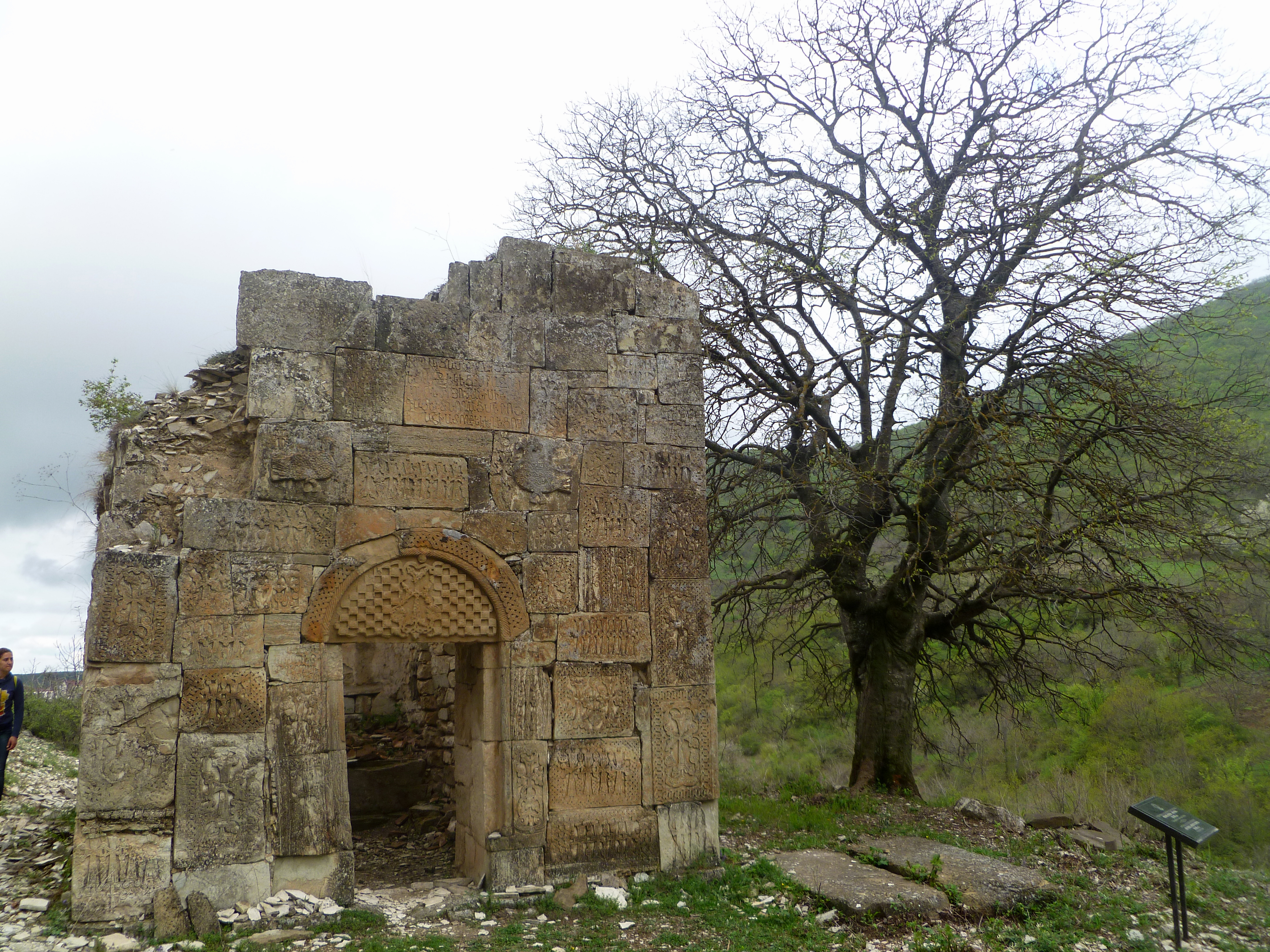
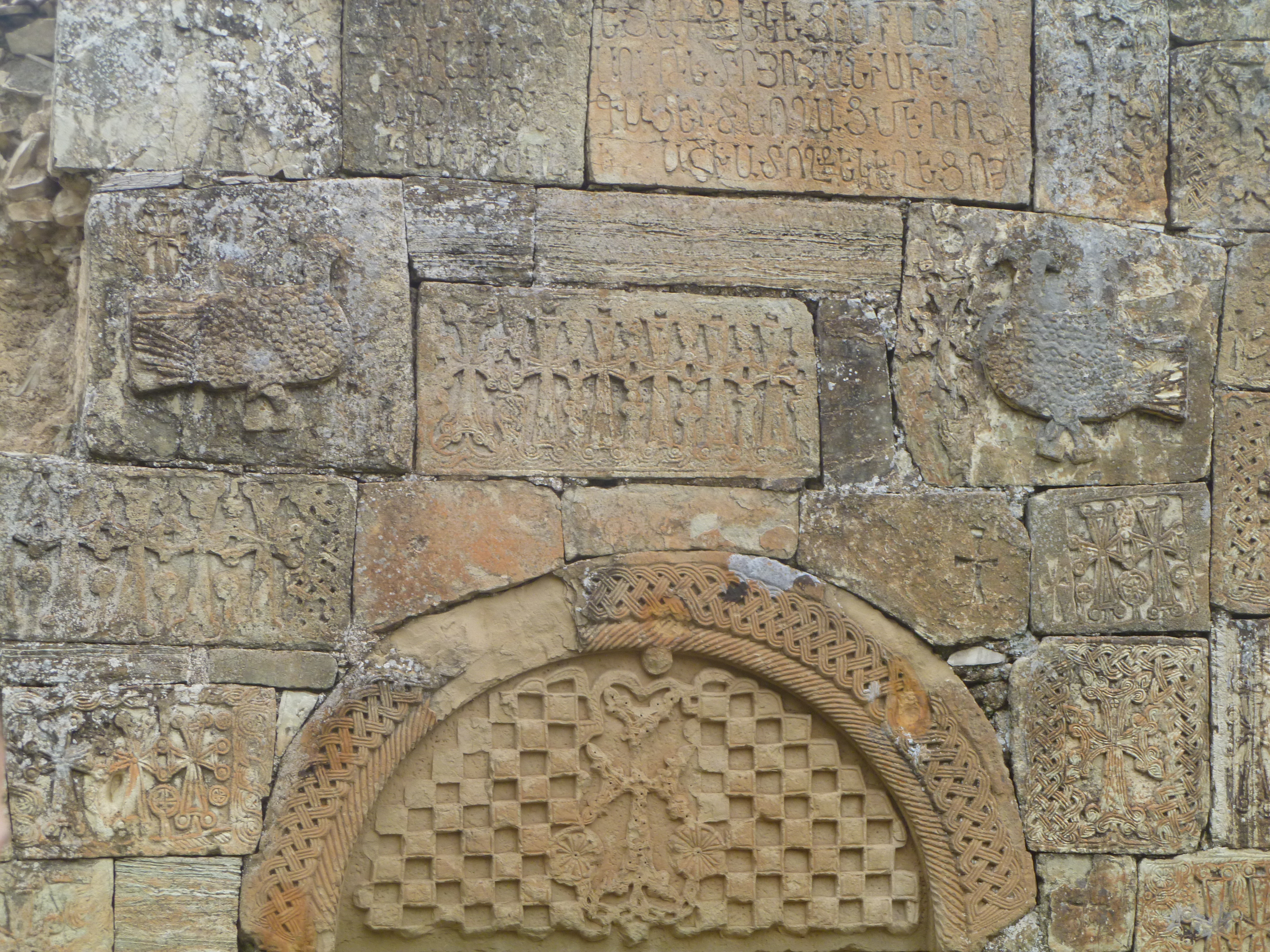
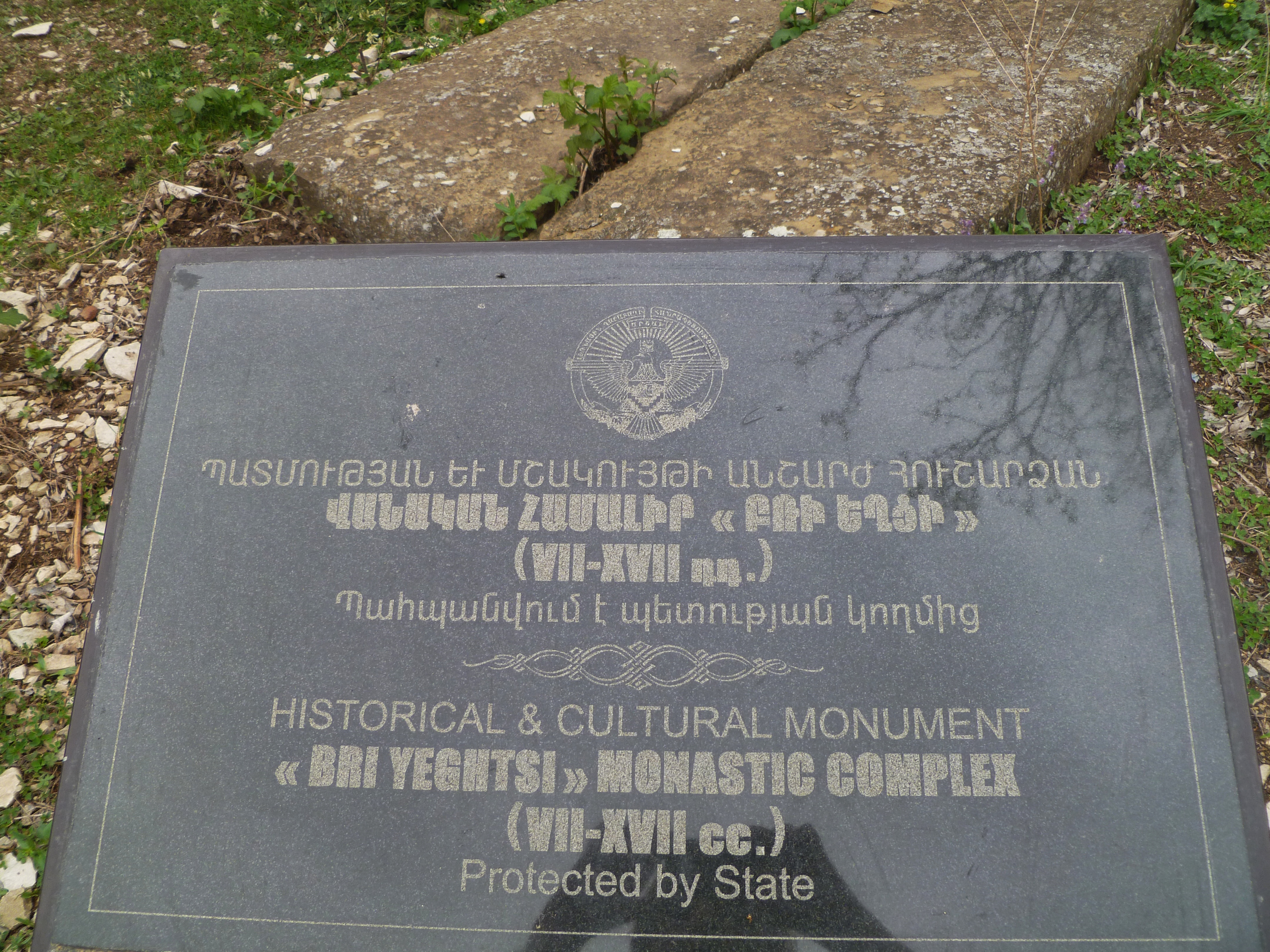